# Federico Costa
Federico Costa (Río Cuarto, 8 ottobre 1988) è un ex calciatore argentino, di ruolo portiere.

## Carriera
Cresciuto nelle giovanili del Patronato, ha esordito il 24 febbraio 2012 in occasione del match vinto 2-0 contro il Gimnasia (LP).